# Regininha Poltergeist
Regininha Poltergeist (Río de Janeiro, 6 de enero de 1971), nombre artístico de Regina de Oliveira Soares, es una ex actriz pornográfica, actriz y modelo erótica brasileña. Fue considerada una de las musas cariocas de la década de los años 1990.

## Biografía

### Carrera
Su carrera artística comenzó en su infancia, a la edad de seis años, cuando comenzó a estudiar ballet clásico, lo que hizo durante 14 años.
En 1987, lanzó su carrera como modelo publicitaria bajo el nombre de Regina Soares. Tres años más tarde, se graduó en la Escuela Estatal de Danza Maria Olinewa, del Teatro Municipal de Río de Janeiro.
Saltó a la fama en 1990, en el espectáculo Santa Clara Poltergeist, en el papel de una santa con el poder de curar a las personas a través del sexo. Del espectáculo performático, concebido y producido por el cantante Fausto Fawcett, tomó su nombre artístico, Regininha Poltergeist. Posteriormente, participó en el espectáculo Instinto Básico, presentado entre 1991 y 1993, también bajo el mando de Fausto Fawcett. También fue la musa de la canción Kátia Flávia, de Fausto Fawcett.
La imagen sensual y la fama le valieron varias invitaciones para posar desnuda. Desde 1992, aparece en la portada de varias revistas masculinas como Playboy, Sexy, Sexway, Interview, Casseta & Planeta y Trip, algunas todavía bajo el nombre de Regininha do Méier.
En televisión, además del programa de comedia de TV Globo Zorra Total, participó en Instinto Básico, en Rede Bandeirantes, en 1993. Actuó Domingão do Faustão y fue invitada como actriz a las series televisivas Confissões de Adolescente y Como Ser Solteiro. En 1998, tras un tiempo fuera de la televisión, fue la chica del cartel de la bebida Cynar y al año siguiente incluso presentó el programa erótico Puro Êxtase, en el horario de tarde de TV Gazeta.
En cine, en 1994, hizo una pequeña participación en la película Veja Esta Canção, de Carlos Diegues. En 1997, interpretó a la novia de Pedro Cardoso en la película Drão, dirigida también por Diegues, y en teatro actuó en la obra Deu a Louca no Motel, en 1998.

### Brasileirinhas
Después de varios años fuera de los medios, la modelo aceptó una invitación de la productora Brasileirinhas para rodar películas pornográficas. La primera película, inicialmente, tendría un guion de Fausto Fawcett, pero las negociaciones no avanzaron. La producción Perigosa se estrenó en junio de 2007. La segunda producción, Sex City, se estrenó en agosto de 2008, y una tercera, Regininha Sem Censura, salió a principios de 2009.
Más tarde reveló que también hizo programas en este momento.
Según el portal IAFD, Poltergeist llegó a grabar hasta seis películas en un lapso de siete años, entre 2007 y 2014, siendo los otros tres títulos Funk 2 (2009), Pure Panocha 2 (2014) y All Girl Toys and Strapons (2014), que supuso su primera aparición internacional con estrellas estadounidenses como Abigail Mac, Arabelle Raphael, Isis Taylor, Rahyndee James, o su compatriota Abby Lee Brazil.

### Conversión al protestantismo
Se hizo evangélica y empezó a trabajar como vendedora en Casas Bahía hasta 2011 y, con contrato formal, en una de las tiendas de la operadora TIM.
Antes del comienzo de la pandemia por coronavirus en 2020, trabajaba como cocinera y realizando masajes de shiatsu.

### Vida personal
Tuvo relaciones sentimentales con personajes famosos, como el político Alexandre Frota, los actores Eri Johnson o Paulo Ricardo y el piloto de Fórmula 1 Rubens Barrichello.
En 2005, Regina se convirtió en madre y atravesó una relación abusiva, lo que, según ella, la motivó a aceptar invitaciones para actuar en películas para adultos para salir de esta relación.
En 2021, los medios llegaron a conocer que la actriz malvivía en una gasolinera a las afueras de Río de Janeiro, después de tener que abandonar la casa en la que vivía en Recreio dos Bandeirantes, a las afueras de la ciudad. No contaba con recursos económicos para comer, y tuvo que recurrir a la prostitución para poder salir adelante, después de que su entorno la abandonara, duchándose como buenamente podía en un club cercano a la gasolinera en la que decidió asentarse.